# Cheryl Strayed

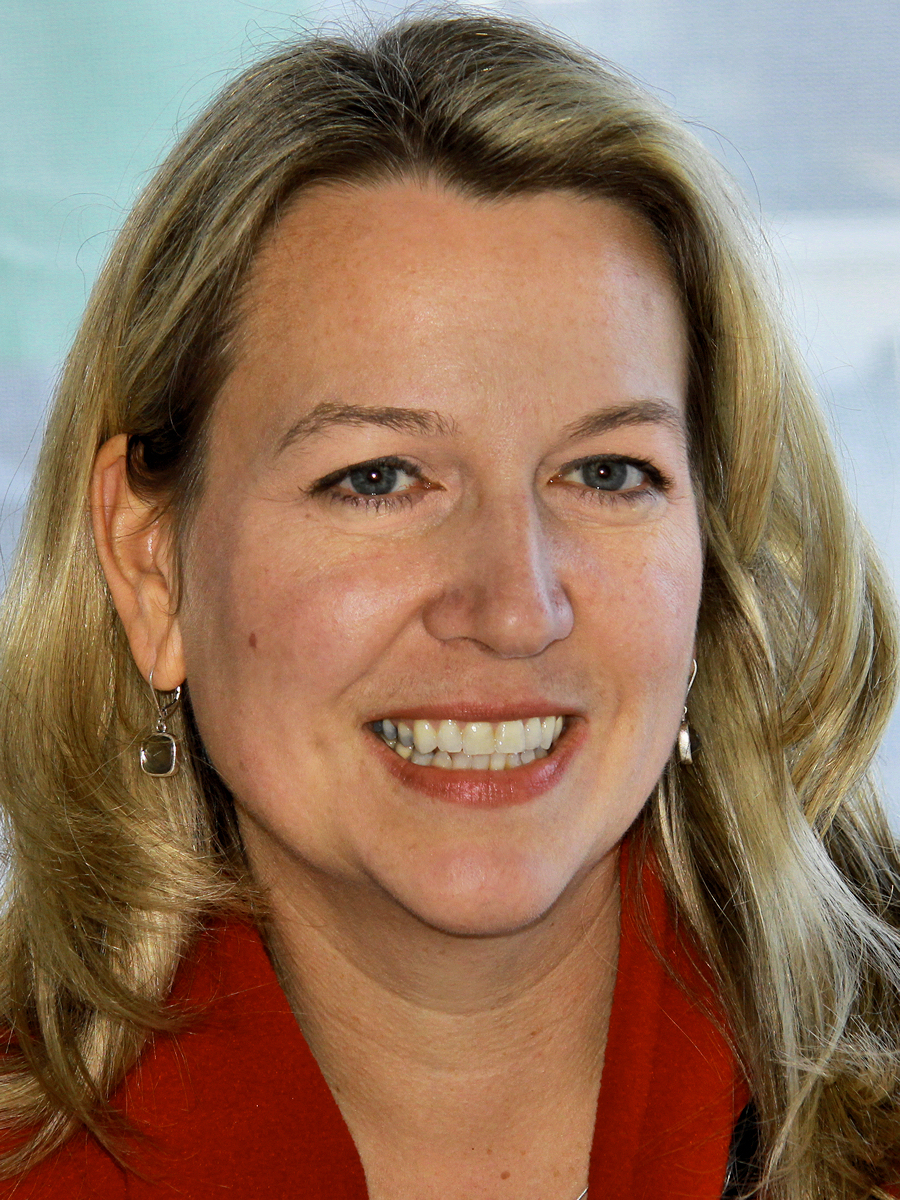
Cheryl Strayed (2012)

Cheryl Strayed (/ˈstreɪd/; * 17. September 1968 in Spangler, Pennsylvania, Vereinigte Staaten als Cheryl Nyland) ist eine US-amerikanische Autorin und Podcasterin.

## Leben
Strayed wurde 1968 als Tochter von Barbara Anne „Bobbi“ (geborene Young; 1945–1991) und Ronald Nyland geboren. Mit sechs Jahren zog die Familie nach Chaska, Minnesota. Kurz darauf ließen sich ihre Eltern scheiden. Als sie 13 war, zog sie mit ihrer Mutter, ihrem Stiefvater Glenn Lambrecht und ihren beiden Geschwistern in das ländliche Aitkin County. Dort lebten sie in einem Haus, welches sie auf dem 40 Acres großen Grundstück gebaut hatten. Anfangs hatte das Haus weder Strom noch fließendes Wasser.
1986 schloss sie die McGregor High School in McGregor, Minnesota ab. Dort war sie Bahn- und Cross Country-Läuferin, Cheerleaderin und Homecoming Queen. Strayed studierte anschließend ein Jahr an der University of St. Thomas in Saint Paul und wechselte danach auf die University of Minnesota in Minneapolis. Sie schloss magna cum laude in den Fächern Englisch und Women’s Studies Summa cum laude ab. Im März 1991 starb ihre Mutter überraschend an Lungenkrebs.
Im August 1988 heiratete sie Marco Litting, 1995 ließ sie sich scheiden. Um sich nach den Veränderungen in ihrem Leben selbst zu finden, ging sie ohne Erfahrung auf eine 1100-Meilen-Wanderung auf dem Pacific Crest Trail. Ihr 2012 darüber verfasstes Buch legte die Grundlage ihres Erfolgs.
Strayed arbeitete in der Folge als Kellnerin, Jugendanwältin, politische Organisatorin, Büroaushilfe und Notfallsanitäterin. Nebenher schrieb sie und reiste durch die USA. Im August 1999 heiratete sie den Filmemacher Brian Lindstrom; sie hat mit ihm zwei Kinder und lebt in Portland, Oregon.
2002 erwarb sie den Master of Fine Arts in Belletristik an der Syracuse University. Dort wurde sie von den Schriftstellern George Saunders, Arthur Flowers, Mary Gaitskill und Mary Caponegro betreut.
Strayeds erstes Buch war der Roman Torch. Er wurde bei Houghton Mifflin Harcourt im Februar 2006 veröffentlicht. Das Buch war Finalist beim Great Lakes Book Award und wurde vom The Oregonian als eines der zehn besten Bücher 2006 aus dem pazifischen Nordwesten bezeichnet. Im Oktober 2012 wurde das Buch nochmals mit einer neuen Einführung bei Vintage Books veröffentlicht.
Am 20. März 2012 erschien Strayeds zweites Buch, die Memoiren Wild: From Lost to Found on the Pacific Crest Trail, bei Alfred A. Knopf. Die Beschreibung ihrer 1995-Wanderung wurde in dreißig Sprachen übersetzt. In der ersten Woche debütierte Wild auf Platz 7 der Bestsellerliste der New York Times Best Seller list in Hardcover Belletristik. Im Juni 2012 gab Oprah Winfrey bekannt, dass Wild ihre erste Wahl für den Oprah’s Book Club 2.0 ist. Im Monat darauf war es auf Platz 1 derselben Bestsellerliste. Das im März 2013 bei Vintage Books veröffentlichte Taschenbuch war 126 Wochen in der New York Times Best Seller List. Das Buch wurde ebenso in Großbritannien, Deutschland, Australien, Brasilien, Spanien, Portugal und Dänemark veröffentlicht. Es gewann den Barnes & Noble Discover Award und den Oregon Book Award. Das Buch wurde als Der große Trip – Wild mit Reese Witherspoon in der Hauptrolle verfilmt.
Im Juli 2012 veröffentlichte sie bei Vintage Books ihr drittes Buch: Tiny Beautiful Things: Advice on Love and Life from Dear Sugar. Dieses wurde mit der Miniserie Tiny Beautiful Things, die 2023 anlief, verfilmt.
Strayeds viertes Buch, Brave Enough, wurde am 27. Oktober 2015 in den USA von Knopf und eine Woche später von Atlantic Books in Großbritannien herausgebracht.
Zusätzlich zu ihren Büchern schreibt sie Aufsätze in Magazinen wie The Washington Post Magazine, The New York Times Magazine, Vogue, Tin House, The Missouri Review und The Sun Magazine.
Zwischen 2014 und 2018 moderierte sie mit Steve Almond den Podcast Dear Sugars. Dieser wurde von The New York Times und WBUR, Boston’s National Public Radio produziert.
Strayed ist seit vielen Jahren als Feministin aktiv. Sie arbeitet als öffentliche Rednerin und hält Vorträge über ihr Leben und ihre Bücher.

## Werke

### Romane
- Torch, Houghton Mifflin Harcourt, 2006, ISBN 0-618-47217-7. (Neuveröffentlichung: Vintage Contemporaries, 2012, ISBN 978-0-345-80561-4)

### Sachbücher
Autobiographie
- Wild: From Lost to Found on the Pacific Crest Trail. Knopf, 2012, ISBN 978-0-307-59273-6.

Ratgeber
- Tiny Beautiful Things: Advice on Love and Life from Dear Sugar. Vintage Books, 2012, ISBN 978-0-307-94933-2.
- Brave Enough. Knopf, 2015, ISBN 978-1-101-94690-9.

## Adaptionen
- Der große Trip – Wild. (2014), Regisseur Jean-Marc Vallée, basiert auf ihrer Autobiographie Wild: From Lost to Found on the Pacific Crest Trail
- Tiny Beautiful Things (2023, Miniserie)